# Reitbach (Salzach)
Der Reitbach ist ein 9,3 km langer Bach auf den Gemeindegebieten von Anthering und Nußdorf am Haunsberg im Norden des Bundeslandes Salzburg im Bezirk Salzburg-Umgebung. Er ist der Zusammenfluss von Antheringer Bach und Bruckbach, verläuft durch eine geschützte Aulandschaft und mündet knapp oberhalb der Stadtgrenze von Oberndorf bei Salzburg in die Salzach.

## Verlauf und Merkmale
Der Reitbach selbst ohne seine Quellflüsse überwindet insgesamt nur wenige Höhenmeter und fließt – zuerst auf Antheringer Gebiet und danach durch die Nußdorfer Katastralgemeinde Weitwörth – parallel zur Salzach in nördlicher Richtung. Er verläuft dabei ausschließlich durch den Auwaldgürtel am rechten Salzachufer, welcher (zusammen mit weiteren Augebieten entlang der Salzach auf oberösterreichischem Boden) unter der Bezeichnung Europaschutzgebiete Salzachauen als Natura 2000-Vogelschutzgebiet ausgezeichnet ist. Bis in die 2010er Jahre mündete der Reitbach in die Oichten rund 300 Meter oberhalb derer Mündung in die Salzach. Um unter anderem ein Austrocknen des Auwalds zu verhindern, wurden Renaturierungsmaßnahmen eingeleitet, im Zuge derer für den Reitbach ein eigener Mündungskanal in die Salzach angelegt wurde. Der Bach fließt nun 200 Meter oberhalb der Oichten in die Salzach, der frühere Mündungsarm ist noch als Nebengerinne vorhanden.
Der Reitbach ist gleich wie andere Gewässer in diesem Bereich, aber auch wie sein Oberlauf, der Antheringer Bach, die Heimat von einigen Bibern, welche in Salzburg im 19. Jahrhundert ausgerottet und nach Mitte des 20. Jahrhunderts wieder angesiedelt wurden.
Das Wasser des Reitbachs kann als Trinkwasser genutzt werden.

## Quellbäche

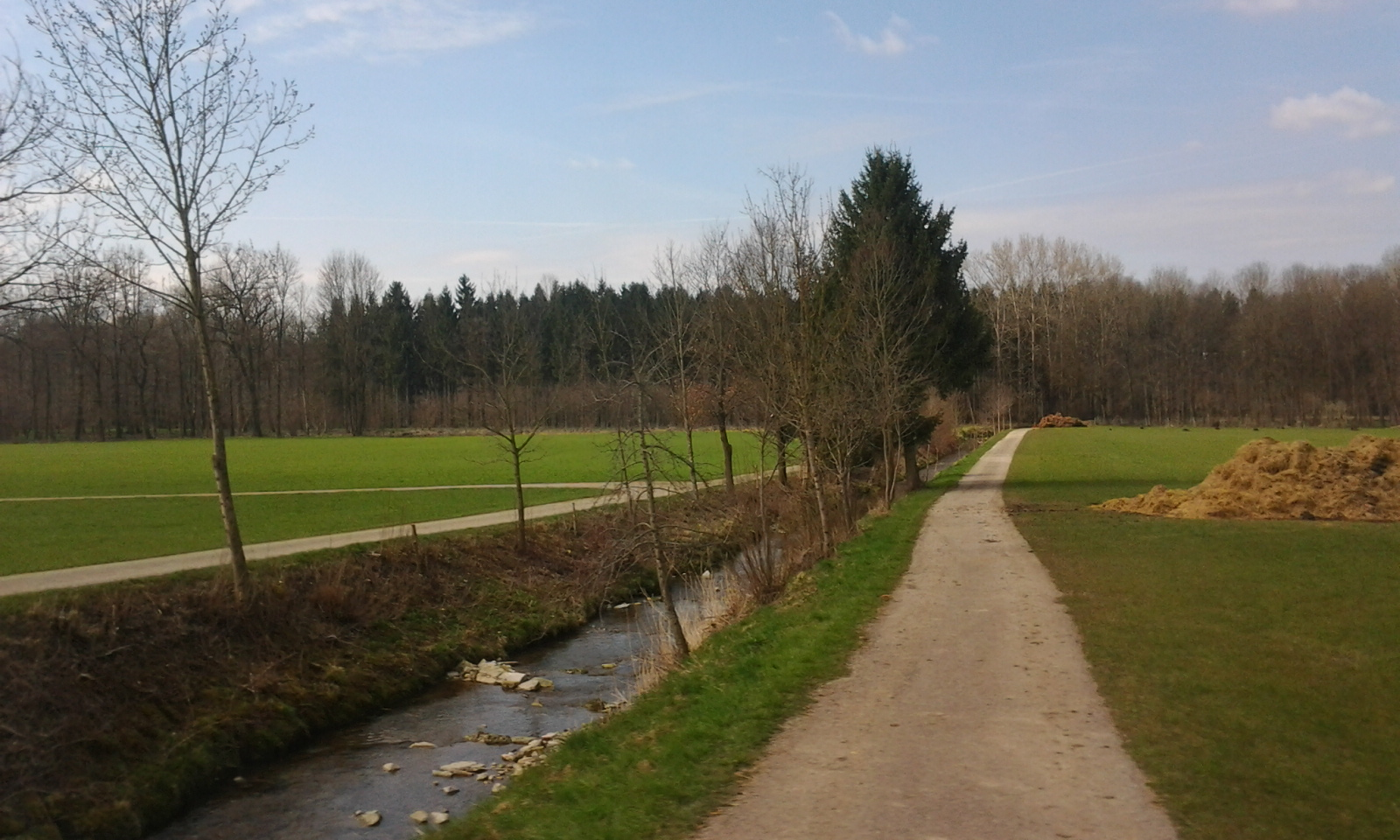
Der Antheringer Bach vor dem Eintritt in die Salzachauen

Der Antheringer Bach ist der nördlichere der beiden Quellbäche des Reitbachs und entspringt auf 496 m ü. A. in der Antheringer Ortschaft Wurmassing nahe der gleichnamigen Ansiedlung. Er bildet im Oberlauf einen teils markanten Graben und durchfließt nach einem Gefälle den Ortskern von Anthering. Der Bach wird hierauf von der Trasse der Lamprechtshausener Straße und kurz danach von der Salzburger Lokalbahn gequert; letztlich trifft er unmittelbar nach seinem Eintritt in den Auwald der Salzach auf 403 Metern Seehöhe auf den Bruckbach. Der Antheringer Bach fließt in südwestlicher Richtung, seine Länge beträgt rund 3,5 Kilometer.
Der Bruckbach entspringt, unweit der Quelle der Mattig, an der Gemeindegrenze zwischen Elixhausen und Anthering auf 563 m ü. A. und bildet die ersten knapp 500 Meter seines Laufs weiterhin diese Grenze. Er durchfließt hierauf erst den auf Elixhausener Gebiet befindlichen Raggingersee und unmittelbar danach den zur Gemeinde Bergheim zählenden Lugingersee, die sich beide in dem gemeinsamen Landschaftsschutzgebiet Lugingersee (LSG 08) befinden. Der Bruckbach überwindet danach im Königsgraben rund 100 Höhenmeter, durchfließt den südlichen Antheringer Ortsteil Lehen und tritt, nachdem er gleich wie der Antheringer Bach von der Straße und der Bahn gequert wurde, in den Auwald der Salzach ein. Kurz darauf trifft er auf den Antheringer Bach. Der Bruckbach fließt bis zu den beiden kleinen Seen in südwestlicher, danach in westlicher Richtung und hat eine Länge von 5,8 Kilometer.